# Пам'ятник Незалежності (Баку)
Пам'ятник Незалежності або Монумент Незалежності або Монумент Декларації незалежності (азерб. İstiqlal bəyannaməsi abidəsi) розташований між будинками Інституту рукописів Національної академії наук та Азербайджанського державного економічного університету. Встановлений на честь Азербайджанської Демократичної Республіки, проголошеної Національною радою Азербайджану 28 травня 1918 року в Тифлісі. Цей день відзначається як День Республіки з 28 травня 1992 року .

## Відкриття
Пам'ятник споруджено на честь Азербайджанської Демократичної Республіки, яка стала першою демократичною республікою Сходу .
18 грудня 2006 року Президент Азербайджану Ільхам Алієв підписав Розпорядження № 1838 «Про створення музею Незалежності та встановлення пам'ятника Незалежності в столиці Азербайджанської Республіки місті Баку». Відповідно до розпорядження був оголошений конкурс для створення пам'ятника Незалежності і засновані премії .
Відкриття пам'ятника відбулося 25 травня 2007 року на вулиці Істіглаліят. У церемонії відкриття взяв участь президент Азербайджанської Республіки Ільхам Алієв .

## Опис
На пам'ятнику, витесані з граніту і білого мармуру, старим арабським та латинським алфавітом вигравіруваний текст Декларації незалежності з підписами членів Національної Ради Азербайджанської Республіки.